# STS-35
La STS-35 è una missione spaziale del Programma Space Shuttle.

## Equipaggio
- Vance D. Brand (4) - Comandante
- Guy S. Gardner (2) - Pilota
- Jeffrey A. Hoffman (2) - Specialista di missione
- John M. Lounge (3) - Specialista di missione
- Robert A. Parker (2) - Specialista di missione
- Samuel T. Durrance (1) - Specialista del carico
- Ronald A. Parise (1) - Specialista del carico

Tra parentesi il numero di voli spaziali completati da ogni membro dell'equipaggio, inclusa questa missione.

## Parametri della missione
- Massa:
  - Navetta al lancio: 121344 kg
  - Navetta al rientro: 102462 kg
  - Carico utile: 12095 kg
- Perigeo: 352 km
- Apogeo: 362 km
- Inclinazione orbitale: 28.5°
- Periodo: 1 ora, 31 minuti, 42 secondi